# Гай Фокс
Гай Фокс (на английски: Guy Fawkes) е английски войник, член на група католически заговорници, които правят неуспешен опит да осъществят така наречения Барутен заговор през 1605 г. Гай Фокс е арестуван на 5 ноември и заговорът е осуетен.
Гай Фокс е известен още като Гуидо Фокс (на английски: Guido Fawkes; Гуидо е испанският еквивалент на английското Гай) – име, което той приема, докато се бие на страната на Испания в Холандия.
След смъртта на Елизабет I през 1603 година, английските католици се надяват на промени в закона и отменяне на ограниченията, наложени от кралицата. Надеждите им остават напразни, което води до заговора на група млади англичани. Първоначалната идея е на Робърт Кейтсби, който предлага да взривят сградата на Парламента при посещението на крал Джеймс I и неговото семейство на 5 ноември 1605 година. Така шансът да бъдат убити кралят, неговият наследник и голяма част от членовете на Парламента става голям. За осъществяването на този план са използвани 36 бъчви с барут, разположени в подземието на Камарата на лордовете. Един от участниците в заговора, осъзнавайки, че може да загинат и много невинни хора, изпраща анонимно писмо до своя приятел, лорд Монтигъл, в което го призовава да не посещава Парламента на 5 ноември. Писмото попада в ръцете на краля и след обиск на подземието, е заловен Гай Фокс, готов да запали фитила на барута.
Макар Гай Фокс да не е нито инициаторът, нито главният организатор на заговора, неговото име става легендарно и символ на Барутния заговор, защото дълго време се счита, че той е единственият заподозрян. След жестоки изтезания и разпити, той разкрива имената на другите заговорници. Всички те са заловени, обвинени в държавна измяна и опит за убийство и осъдени на смърт. Гай (Гуидо) Фокс скача от ешафода, на който трябва да бъде обесен на 31 януари 1606 г. и си счупва врата, тъй като примката е около врата му. По този начин той избягва публичните мъчения и унижения, които по това време са ритуал преди екзекуцията. След това събитие кралят въвежда допълнителни ограничения за католиците. В анархистките среди се разпространява твърдението, че Фокс е единственият човек, влязъл в парламента с честни намерения.
От 1605 година в някои части на Англия се празнува 5 ноември с палене на огньове и фойерверки. Празненствата се наричат „Нощта на Гай Фокс“ или „Денят на Гай Фокс“. В началото е палено чучело, на което са казвали гай. По-късно думата означава зле облечен човек, докато гай (guy) в наши дни в разговорния език означава млад мъж, младеж.

## Биография
Гай дьо Фалио Фокс е роден в Стоунгейт, Йорк, където е кръстен в църквата св. Мишел льо Белфри на 16 април 1570 г. Смята се, че баща му, Едуард Фокс, е бил ревностен протестант, затова Фокс със сигурност не е наследил католическите си вярвания от него. Фокс става католик на около 16-годишна възраст. Баща му умира през 1579 г. и вдовицата му се омъжва отново през 1589 за Дени Бейнбридж от Скотън. Неговото семейство се слави като дисидентско, така че най-вероятно Гай става католик благодарение на тях.
През 1592 г. Гай продава земята, наследена от баща му и отива да служи в католическата армия на Испания срещу холандските протестанти. По време на дългогодишната си военна служба той придобива значителен опит при боравенето с експлозиви, което е най-вероятната причина да бъде привлечен от заговорниците Уинтур и Кейтсби.
Осъден е на обесване, изкормване и разчекване, но си счупва врата по време на екзекуцията на 31 януари 1606 г. скачайки от ешафода.